# سام ميتشل (كرة سلة)
سام ميتشل (بالإنجليزية: Sam Mitchell)‏ مواليد 2 سبتمبر 1963 في كولومبوس، هو لاعب كرة سلة أمريكي معتزل تحول إلى التدريب بعد الاعتزال بدأ مسيرته الاحترافية في سنة 1985. تم اختياره من قبل فريق هيوستن روكتس خلال الدرافت. يبلغ طوله 6 قدم 6 بوصة (2.0 م). اعتزل اللعب في 2002. أحرز خلال مسيرته في الإن بي إيه 8636 نقطة بمعدل 8.7 نقاط في المباراة الواحدة.

## المسيرة الاحترافية
لعب مع مينيسوتا تمبر ولفز من سنة 1989 إلى 1992، ثم لعب مع إنديانا بايسرز من سنة 1992 إلى 1995، ثم لعب مع مينيسوتا تمبر ولفز من سنة 1995 إلى 2002.

## إحصائيات المسيرة
| الفريق             | السنة   | G  | W  | L  | W–L% | النهاية | PG | PW | PL | PW–L% | النتيجة                  |
| ------------------ | ------- | -- | -- | -- | ---- | ------- | -- | -- | -- | ----- | ------------------------ |
| تورونتو رابتورز    | 2004–05 | 82 | 33 | 49 | .402 | 4       | —  | —  | —  | —     | غاب عن الأدوار الإقصائية |
| تورونتو رابتورز    | 2005–06 | 82 | 27 | 55 | .329 | 4       | —  | —  | —  | —     | غاب عن الأدوار الإقصائية |
| تورونتو رابتورز    | 2006–07 | 82 | 47 | 35 | .573 | 1       | 6  | 2  | 4  | .333  | خسر في الجولة الأولى     |
| تورونتو رابتورز    | 2007–08 | 82 | 41 | 41 | .500 | 2       | 5  | 1  | 4  | .200  | خسر في الجولة الأولى     |
| تورونتو رابتورز    | 2008–09 | 17 | 8  | 9  | .471 | (أقيل)  | —  | —  | —  | —     | —                        |
| مينيسوتا تمبر ولفز | 2015–16 | 82 | 29 | 53 | .354 | 5       | —  | —  | —  | —     | غاب عن الأدوار الإقصائية |
| المسيرة            |         | 4  | 1  | 2  | .004 |         | 11 | 3  | 8  | .273  | —                        |

## روابط خارجية
- سام ميتشل على موقع إن بي أي (الإنجليزية)
- سام ميتشل على موقع سبورتس رفرنس (الإنجليزية)
- سام ميتشل على موقع كرة السلة الأوروبية.كوم (الإنجليزية)
- سام ميتشل على موقع إي إس بي إن.كوم (الإنجليزية)
- سام ميتشل على موقع كلية كرة السلة في سبورتس رفرنس.كوم (الإنجليزية)
- سام ميتشل على موقع ريلجم (الإنجليزية)
- سام ميتشل على موقع بروبوليرز (الإنجليزية)
- سام ميتشل على موقع سبورتس رفرنس (الإنجليزية)
- سام ميتشل على موقع قاعة جورجيا للمشاهير الرياضية (مؤرشف) (الإنجليزية)